# География Монголии
Монголия расположена в Центральной Азии. Страна имеет площадь 1 564 116 км², в три раза превышая по размеру Францию и занимая 19-е место по территории, для сравнения её площадь в 1.99 раза, практически вдвое меньше площади Якутии, самого крупного субъекта РФ. Протяжённость с севера на юг составляет 1260 км, а с запада на восток — 2400 км. Выход к морю отсутствует, а также страна является самым большим по площади государством, окружённым другими государствами.

## Рельеф
Большей частью Монголия располагается на Монгольском плато, приподнятом на высоту 900—1500 м над уровнем моря. Над этим плато возвышается ряд горных массивов и хребтов. Самый высокий из них — Монгольский Алтай, протянувшийся на западе и юго-западе территории страны на расстояние 900 км. Его продолжением являются более низкие, не образующие единого массива хребты, получившие общее название Гобийский Алтай. Эти две горные системы разделяет Алаг-Нурская впадина. Самые высокие две вершины имеют высоту 4374 и 4362 метра над уровнем моря, а самая низкая точка находится на высоте 519 метров над уровнем моря (по изначальным измерениям 553 метра), таким образом абсолютный перепад высот по стране равен 3843-3855 метров.
Вдоль границы с Сибирью на северо-западе Монголии расположены несколько хребтов, не образующих единого массива: Хан Хухэй, Улан Тайга, Восточный Саян, на северо-востоке — горный массив Хэнтэй, в центральной части Монголии — массив Хангай, разделяющийся на несколько самостоятельных хребтов.
На восток и юг от Улан-Батора в сторону границы с Китаем высота Монгольского плато постепенно понижается, и оно переходит в равнины — плоские и ровные на востоке, холмистые на юге. Юг, юго-запад и юго-восток Монголии занимает пустыня Гоби, которая продолжается на севере центральной части Китая. По ландшафтным признакам Гоби — пустыня отнюдь не однородная, она состоит из участков песчаных, скалистых, покрытых мелкими осколками камней, ровных на многие километры и холмистых, разных по цвету — монголы выделяют особо Жёлтую, Красную и Чёрную Гоби. Наземные источники воды здесь очень редки, но уровень подземных вод высокий. Леса занимают около 10 % площади страны ~156 тыс км² (15,6 млн га).

## Гидрография
Реки Монголии рождаются в горах. Большинство из них — верховья великих рек Сибири и Дальнего Востока, несущих свои воды в сторону Северного Ледовитого и Тихого океанов. Самые крупные реки страны — Селенга (в границах Монголии — 600 км), Керулен (1100 км), Тэсийн-Гол (568 км), Онон (300 км), Халхин-Гол, Кобдо-Гол и др. Самая полноводная — Селенга. Она берёт начало с одного из хребтов Хангая, принимает в себя несколько крупных притоков — Орхон, Хануй-Гол, Чулутын-Гол, Дэлгэр-Мурэн и др. Скорость её течения — от 1,5 до 3 м в секунду. В любую погоду её быстрые холодные воды, текущие в глинисто-песчаных берегах, а потому всегда мутные, имеют тёмно-серый цвет. Селенга замерзает на полгода, средняя толщина льда — от 1 до 1,5 м. Имеет два паводка в году: весенний (снеговой) и летний (дождевой). Средняя глубина при самом низком уровне воды — не менее 2 м. Покинув пределы Монголии, Селенга течёт по территории Бурятии и впадает в Байкал.
Реки в западной и юго-западной частях страны, стекая с гор, попадают в межгорные котловины, выхода в океан не имеют и, как правило, заканчивают свой путь в одном из озёр.
В Монголии насчитывается свыше тысячи постоянных озёр и гораздо большее количество временных, образующихся в период дождей и исчезающих в период засухи. В раннечетвертичный период значительная часть территории Монголии представляла собой внутреннее море, разделившееся позднее на несколько крупных водоёмов. Нынешние озёра — то, что от них осталось. Самые крупные из них находятся в котловине Больших озёр на северо-западе страны — Убсу-Нур, Хара-Ус-Нур, Хиргис-Нур, глубина их не превышает нескольких метров. На востоке страны имеются озера Буйр-Нур и Хух-Нур. В гигантской тектонической впадине на севере Хангая расположено озеро Хубсугул (глубина до 238 м), схожее с Байкалом по составу воды, реликтовой флоре и фауне.
Между хребтами Хангая и Гобийского Алтая расположена Долина Озёр.

## Климат
В Монголии резко континентальный климат с суровой зимой и сухим жарким летом. Местами среднегодовая температура по крупным городам составляет ниже -5°, а более высоко в горах достигает и -9°-10°.
Если на северо-западе ежегодно выпадает 250—510 мм осадков, то в Улан-Баторе — лишь 230—250 мм, ещё меньше осадков выпадает в пустынной области Гоби.
В самой холодной и горной северо-восточной части во все зимние месяцы возможна порой температура ниже -55, а температуры за -50 могут прийти уже с центра ноября и не исключены до середины марта, абсолютный минимум в январе здесь достигает -57-58 и ниже, а зимние месяцы часто выходят ниже -30' а порой и холоднее -35, на крайнем юге самая высокая зимняя температура в районе Даланзадгада и уже сопоставимы с севером ЕТР и Уралом, летние средние температуры на севере и в горах часто не превышают +15 а абсолютный максимум местами лишь слегка превышает +30+32.
Летние температуры по стране также сильно варьируют, в зависимости от широты и высоты над уровнем моря, на юге в менее горной части абсолютный максимум местами превышает +40 С и часто случается среднемесячная выше +20 в июле, а порой и июне - амплитуда абсолютных максимумов по стране составляет не менее 10 градусов с учётом более высокогорных точек, на меньших высотах абсолютный максимум по северу и центру страны везде может достигать +39+41. На крайнем юге на высоте около полутора километров над уровнем моря и широте, сопоставимой с Владивостоком также наблюдаются и летние самые высокие температуры с дневным не ниже +26+28 а в жаркое лето и +29+32 а ночные температуры летом в среднем поднимаются до +13+15. Разница в абсолютном минимуме по стране также местами достигает 15-16, а в среднем по самым контрастным точкам составляет не менее 12.5-10.6 С. Самые холодные зимы наблюдаются в районе Ховда и Улгия, где средняя ночная температура в январе часто опускается ниже -30, а порой доходит до -34-39. Абсолютный перепад температур по стране несколько не доходит до 100 С, а самый высокий по одной точке составляет несколько менее 90 С, по югу страны местами есть точки с годовым абсолютным перепадом не выше 78. Летом 2010 года в конце июля температура местами по центру и югу страны достигала +41.3°, а 24-28 июня 2010 повышалась практически до +40°, также за то лето была отмечена одна из самых поздних дат превышения +30° на севере страны 25-26 августа 2010. В августе во многих точках Монголии температура уже перестаёт превышать +35°, а суточная опускается ниже +15°, по числу знойных дней и абсолютному максимуму август местами эквивалентен маю, на границе с Китаем летние температуры могут достигать +43°.